# Joost van Leijen
Joost van Leijen, né le 20 juillet 1984 à Nimègue, est un coureur cycliste néerlandais, professionnel de 2010 à 2013.

## Biographie
De 2003 à 2009, Joost van Leijen est membre de l'équipe continentale néerlandaise Van Vliet-EBH Elshof. Avec elle, il remporte notamment le Tour de Slovaquie en 2007. En 2009, il se classe deuxième de l'Olympia's Tour et du Ringerike Grand Prix, et troisième du championnat des Pays-Bas sur route derrière Koos Moerenhout et Kenny van Hummel. Au mois d'août, il intègre en tant que stagiaire l'équipe continentale professionnelle Vacansoleil.
Il devient coureur professionnel dans cette équipe en 2010. Durant cette première saison, il remporte le Tour de Münster. En 2011, l'équipe Vacansoleil-DCM acquiert le statut de ProTeam, ce qui lui permet de participer automatiquement à toutes les compétitions du calendrier UCI World Tour. Joost van Leijen remporte cette année-là une étape du Tour de Wallonie, dont il prend la deuxième place du classement général, et termine sixième de l'Eneco Tour, épreuve du World Tour.
En 2012, Joost van Leijen est recruté par l'équipe belge Lotto-Belisol. Souffrant du genou, il est opéré deux fois et absent des compétitions en mars et en avril,. En fin de saison 2013, il annonce la fin de sa carrière professionnelle.

## Palmarès et classements mondiaux

### Palmarès
- 2002
  - Circuit Het Volk juniors
  - 3e étape des Trois Jours d'Axel
  - 2e du Tour des Flandres juniors
  - 2e du Tour d'Irlande juniors
  - 6e du championnat du monde sur route juniors
- 2004
  - Bruxelles-Zepperen
  - Challenge de Hesbaye
  - 3e du Circuit de Campine
- 2005
  - 2e du Grand Prix Herning
  - 3e du Ronde van Zuid-Holland
- 2006
  - Gand-Staden
  - Tour du Limbourg
  - 2e étape du Tour de la province d'Anvers
  - 2e du ZLM Tour
- 2007
  - Tour de Slovaquie :
    - Classement général
    - 3e étape
- 2008
  - 4e étape du Tour de Hokkaido
  - 2e du Tour de Hokkaido
- 2009
  - 2e de l'Olympia's Tour
  - 2e du Ringerike Grand Prix
  - 3e du championnat des Pays-Bas sur route
- 2010
  - Tour de Münster
  - 3e du Grand Prix Herning
- 2011
  - 2e étape du Tour de Wallonie
  - 2e du Tour de Wallonie
  - 6e de l'Eneco Tour

### Résultats sur les grands tours

#### Tour d'Espagne
1 participation
- 2012 : abandon (17e étape)

### Classements mondiaux
| Année            | 2005 | 2006 | 2007 | 2008 | 2009 | 2010 | 2011 | 2012 | 2013 |
| ---------------- | ---- | ---- | ---- | ---- | ---- | ---- | ---- | ---- | ---- |
| UCI World Tour   |      |      |      |      |      |      | 94e  | nc   | nc   |
| UCI Africa Tour  |      |      |      | 65e  |      |      |      |      |      |
| UCI Europe Tour  | 312e | 968e | 220e | 583e | 145e | 93e  |      |      |      |
| UCI Oceania Tour |      |      |      | 5e   |      |      |      |      |      |